# Kommuniondorf
Als Kommuniondorf wird ein Dorf bzw. ein Ort bezeichnet, der sich im Besitz mehrerer Gutsherrn befand. Dieser Besitz kann aus Landanteilen (mit Bauern bzw. Kossatenstellen) oder Gerechtigkeiten bestehen.

## Geschichte
Ursprünglich entstammen Kommuniondörfer aus mittelalterlichen Streubesitzen, die oft weit verteilt und häufig nur über große Entfernungen hinweg erreichbar waren. Die Besitzer (Freie Bauern) oder Gutsherrn (Ritter, Landesherrn und Klöster) waren daher daran interessiert, diese Besitztümer weitgehend als geschlossenen Besitz (Geschlossene Gutsherrschaften) durch Kauf oder pfandweise Übernahme von Anteilen zusammenzuführen. Bis in das 18. Jahrhundert war dieser Umstand noch weit verbreitet.